# Żalin-Kolonia
Żalin-Kolonia – kolonia w Polsce położona w województwie lubelskim, w powiecie chełmskim, w gminie Ruda-Huta.
W latach 1975–1998 miejscowość administracyjnie należała do województwa chełmskiego. 
Według Narodowego Spisu Powszechnego (III 2011 r.) liczyła 169 mieszkańców i była dwunastą co do wielkości miejscowością gminy Ruda-Huta.